# Relações entre Brasil e Cabo Verde

As relações entre Brasil e Cabo Verde referem-se às relações bilaterais entre a República Federativa do Brasil e a República de Cabo Verde, estabelecidas em 1975, após a independência do país africano. Os dois países mantém importantes laços históricos e culturais devido ao idioma em comum e por terem sido parte do Império Português.

## Cooperação militar
Os ministros da defesa do Brasil, Celso Amorim, e de Cabo Verde, Jorge Tolentino, manifestaram a intenção de estreitar a cooperação entre os dois países nas áreas de defesa e segurança durante um encontro na sede da Escola Superior de Guerra, em 9 de março de 2012. O representante de Cabo Verde expressou o interesse do país na obtenção de experiência brasileira, sobretudo nos segmentos de segurança marítima e SAR (busca e salvamento). Os ministros também acertaram que o Brasil dará apoio técnico e científico a Cabo Verde para o levantamento da plataforma continental do país.

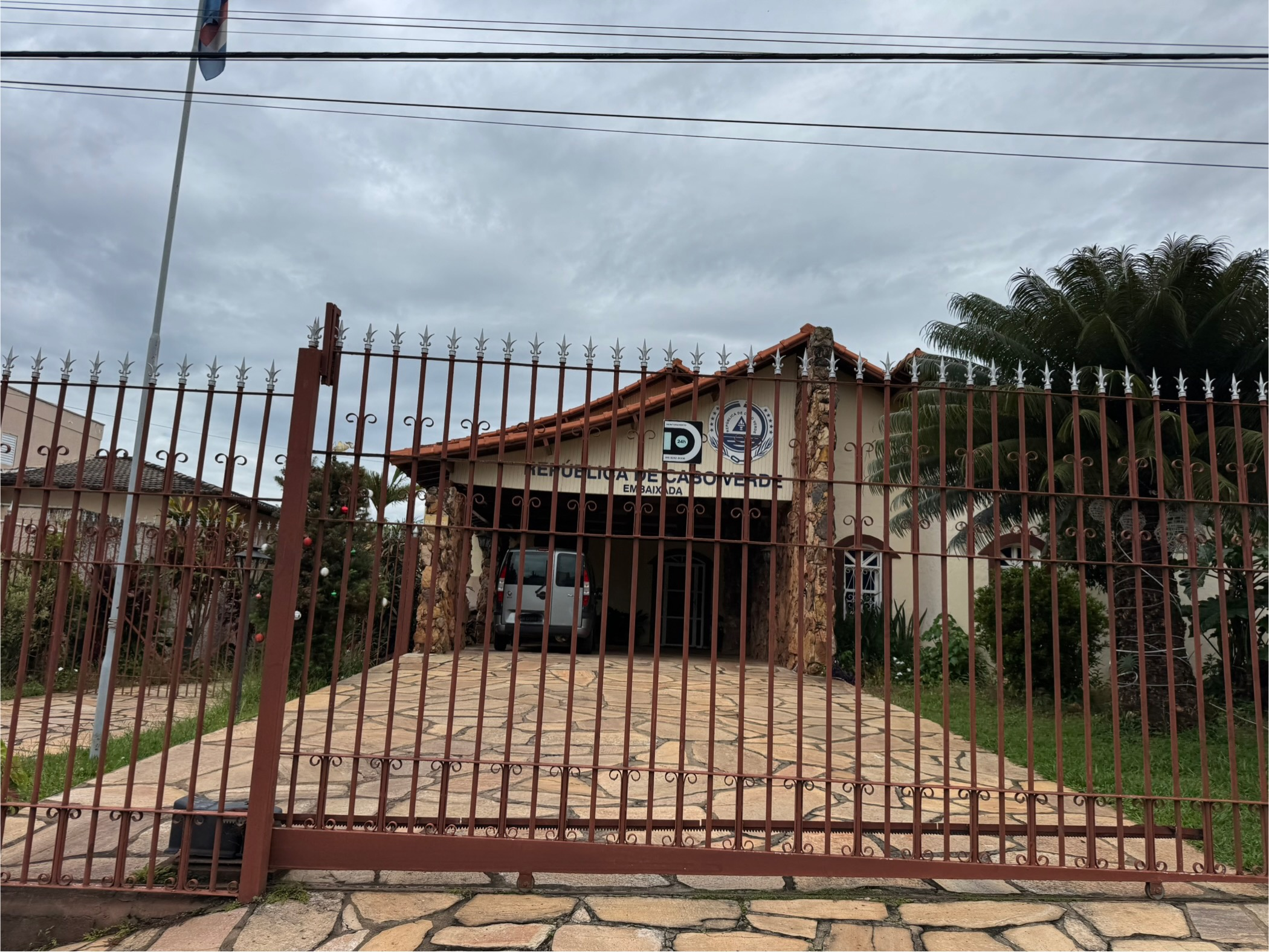
Embaixada de Cabo Verde em Brasília

## Missões diplomáticas residentes
- Brasil tem uma embaixada em Praia.[3]
- Cabo Verde tem uma embaixada em Brasília.[4]